# 吉敏
吉敏（1960年—），江苏海安人，中国数学家，中国科学院数学与系统科学研究院研究员。1982年毕业于南京工学院（现东南大学），获学士学位；1984年获硕士学位。1987年毕业于中国科学院数学研究所，获博士学位。2007年荣获中国数学会第十一届陈省身数学奖。